# Ofensiva de Bélgorod de 2025
La ofensiva de Bélgorod inició el 18 de marzo de 2025, alrededor de las 5:50 a. m., hora de Moscú, durante la guerra ruso-ucraniana, las Fuerzas Armadas de Ucrania lanzaron una incursión transfronteriza en el oeste de Rusia, invadiendo el óblast de Bélgorod y enfrentándose a las Fuerzas Armadas de Rusia. El presidente ucraniano, Volodímir Zelenski, confirmó por primera vez el 7 de abril de 2025 la presencia de tropas ucranianas en la región de Bélgorod.

## Cronología

### 18 de marzo
El 18 de marzo de 2025, el Ministerio de Defensa ruso afirmó que las Fuerzas Armadas de Ucrania llevaron a cabo cinco ataques durante el día. El gobernador del óblast de Bélgorod, Viacheslav Gladkov, declaró que el distrito de Krasnoyaruzhsky había sido bombardeado repetidamente en las 24 horas anteriores y atacado por 49 drones ucranianos, 12 de los cuales fueron interceptados. El bloguero militar de Telegram "Zapiski Vеterana" declaró que, tras la derrota de las Fuerzas Armadas de Ucrania en la región de Kursk y la recuperación rusa de Sudzha, las autoridades ucranianas decidieron continuar las operaciones militares activas en la frontera ruso-ucraniana "para consolidar las unidades rusas listas para el combate en esta sección del frente". El Ministerio de Defensa ruso afirmó que ese día los rusos infligieron 60 bajas, además de inutilizar un tanque, siete vehículos blindados de otros tipos, tres vehículos de ingeniería de combate y un vehículo ligero.

### 19 de marzo
Muchos blogueros militares rusos afirmaron en la mañana del 19 de marzo que las fuerzas rusas repelieron los ataques ucranianos hacia Demidovka, Grafovka y Prilesye. Un bloguero militar ruso afiliado al Kremlin afirmó que las fuerzas ucranianas mantienen posiciones en zonas forestales a lo largo de la frontera entre los óblasts de Sumy y Belgorod, y una fuente interna rusa afirmó que las fuerzas ucranianas avanzaron cerca de Grafovka más tarde ese mismo día.

### 20 de marzo
Además, el 20 de marzo, el Estado Mayor de las Fuerzas Armadas de Ucrania informó que un puesto de mando ruso cerca de Demidovka fue destruido.
El gobernador del óblast de Bélgorod, Vyacheslav Gladkov, declaró que "la situación en el distrito de Krasnoyaruzhsky sigue siendo difícil", señalando que el bombardeo en ese distrito causó un soldado muerto y cuatro heridos.
El Ministerio de Defensa ruso afirmó que el ataque fue repelido, al igual que ocurrió durante el inicio de la ofensiva de Kursk lanzada por Ucrania a finales de 2024. Andrii Kovalenko, director del Centro Ucraniano para la Lucha contra la Desinformación, negó esta afirmación. La respuesta rusa a la incursión consistió en una serie de ataques coordinados, que incluyeron 30 ataques aéreos y con misiles, 13 ataques realizados con helicópteros de combate, un lanzamiento desde un sistema de misiles balísticos de corto alcance Iskander, un ataque único con un sistema de lanzamiento múltiple de cohetes Tornado-S y dos asaltos con el sistema lanzallamas pesado TOS-1A. Esta respuesta tuvo como objetivo a las fuerzas ucranianas posicionadas aproximadamente a cinco o seis millas de la frontera en la región ucraniana de Sumy. El Ministerio de Defensa ruso afirmó que Rusia infligió aproximadamente 150 bajas a las tropas ucranianas y destruyó cuatro tanques enemigos en su zona de responsabilidad, en dirección a Bélgorod, el 20 de marzo.

### 21 de marzo
El 21 de marzo, el gobernador del óblast de Bélgorod, Viacheslav Gladkov, declaró que un civil murió y dos resultaron heridos, uno de ellos hospitalizado en estado grave, tras un ataque con un dron ucraniano contra la aldea de Dobrino, en el distrito de Rakityansky. El Estado Mayor de Ucrania informó que la Fuerza Aérea Ucraniana atacó un puesto de mando de un puesto fronterizo ruso en la localidad de Glotovo. El Ministerio de Defensa ruso afirmó que dos drones fueron derribados por sus sistemas de defensa aérea sobre Bélgorod y Kursk. El Instituto para el Estudio de la Guerra evaluó que las fuerzas ucranianas avanzaron durante el día al suroeste de Demidovka. Según algunos blogueros militares rusos, las fuerzas ucranianas están consolidando posiciones en las afueras de Demidovka y Prilesye, mientras que la infantería ucraniana ataca cerca de Demidovka, Grafovka y Prilesye.

### 22 de marzo
Para el 22 de marzo, las Fuerzas Armadas de Ucrania mantuvieron sus posiciones cerca de Prilesye y al sur de Demidovka. El Ministerio de Defensa ruso afirmó que las Fuerzas Armadas de Ucrania perdieron hasta 95 militares, un tanque, dos vehículos blindados de combate, 14 vehículos y seis piezas de artillería el 22 de marzo.

### 23 de marzo
El bloguero militar Yuri Podolyaka afirmó que «el ejército ruso eliminó a las Fuerzas Armadas de Ucrania del asentamiento de Demidovka, en la región de Bélgorod», aunque al día siguiente, imágenes geolocalizadas indicaron que las fuerzas ucranianas habían avanzado hacia el centro de Demidovka.

### 7 de abril
El presidente ucraniano, Volodímir Zelenski, declaró por primera vez que tropas ucranianas operaban en la región de Bélgorod.

### 22 de abril
Las tropas rusas avanzaron hacia el suroeste de Demidovka.

### 26 de abril
Las fuerzas rusas recuperaron Popovka el 26 de abril.

## Reacciones

### Rusia
El Ministerio de Defensa ruso afirmó que el ataque se lanzó "para desacreditar las iniciativas de paz del presidente estadounidense Donald Trump".